# Lobelia hypnodes
Lobelia hypnodes là loài thực vật có hoa trong họ Hoa chuông. Loài này được E.Wimm. ex McVaugh mô tả khoa học đầu tiên năm 1940.